# Operário FC (Várzea Grande)
Operário FC  is een Braziliaanse voetbalclub uit Várzea Grande in de staat Mato Grosso. 

## Geschiedenis
De club werd in 2002 opgericht nadat de traditieclub Operário verdween. De club was net kampioen geworden. De club nam dezelfde naam aan als de voorganger, EC Operário. In 2005 nam de club de naam Operário FC aan en bereikte dat jaar de finale om de staatstitel die ze verloren van Vila Aurora. In 2006 wonnen ze de finale wel, nu van Barra do Garças, waardoor ze zich plaatsten voor de Série C 2006, waar de club de tweede ronde bereikte. Na enkele jaren middenmoot speelde de club in 2010 opnieuw de finale en verloor deze nu van União Rondonópolis. In 2011 volgde echter een degradatie. 
De volgende jaren speelde de club in de tweede klasse, maar intussen werd het oude Operário heropgericht en nam in 2014 weer zijn plaats in de hoogste klasse in. Operário FC werd in 2015 kampioen en promoveerde zo ook naar de hoogste klasse, waar nu twee Operário's speelden, de oude club onder de afkorting CEOV. Na twee seizoenen degradeerde FC. De club nog wel meteen terugkeren, maar werd in 2019 laatste en degradeerde zo opnieuw.

## Erelijst
Campeonato Mato-Grossense
2006